# Polyptychus lapidatus
Polyptychus lapidatus är en fjärilsart som beskrevs av James John Joicey och William James Kaye 1917. Polyptychus lapidatus ingår i släktet Polyptychus och familjen svärmare. Inga underarter finns listade i Catalogue of Life.